# Rodolfo Massi
Rodolfo Massi (Corinaldo, 17 settembre 1965) è un ex ciclista su strada e dirigente sportivo italiano.
Professionista dal 1987 al 2003, conta una vittoria di tappa al Giro d'Italia e al Tour de France.

## Carriera
Ha ottenuto in totale quattordici vittorie tra cui una tappa al Tour de France, una al Giro d'Italia e la classifica finale del Giro del Mediterraneo del 1998. Sfiorò inoltre il successo alla Liegi-Bastogne-Liegi del 1998 quando fu terzo dietro a Michele Bartoli e Laurent Jalabert. Numerosi nel corso della sua carriera furono gli infortuni: il più grave a Santa Maria Capua Vetere durante il Giro d'Italia 1988, una frattura scomposta del femore sinistro che quasi lo portò al ritiro dall'attività, ma anche tre fratture alle clavicole e otto alle costole, più tutta una serie di problemi minori.
Al Tour de France 1998 vinse con una lunga fuga (103 chilometri) la decima tappa, quella pirenaica con le salite del Colle d'Aubisque, Colle del Tourmalet, Colle d'Aspin e Col de Peyresourde e arrivo a Bagnères-de-Luchon; al termine della frazione andò anche a vestire la maglia a pois di miglior scalatore. Sei giorni dopo, nella tappa alpina con arrivo a Les Deux Alpes, in una giornata che vide molti uomini di classifica andare in crisi, giunse invece secondo in graduatoria parziale, alle spalle di Marco Pantani, risalendo fino al settimo posto della classifica generale.
Il 29 luglio 1998, durante quella stessa edizione della Grande Boucle, nella sua camera d'albergo a Chambéry, perquisita dalla gendarmeria, venne rinvenuta una valigia contenente prodotti a base di cortisone, vietati a meno di prescrizioni mediche. Massi venne arrestato per 48 ore ed espulso immediatamente dal Tour de France; l'accusa non fu quella di assumere doping, bensì di essere uno dei ciclisti che procuravano le sostanze dopanti ai colleghi all'interno del gruppo: venne infatti messo sotto inchiesta per violazione della legge francese del 28 giugno 1989, più precisamente per «importazione, detenzione, offerta e cessione di sostanze velenose». Già in agosto tornò comunque a correre. A fine ottobre, però, la Federazione Ciclistica Italiana gli inflisse una sospensione di sei mesi dalle competizioni, con decorrenza al 1º maggio 1999, unitamente ad una multa di 2 000 franchi svizzeri, per «possesso di farmaci in parte vietati e in parte soggetti a restrizione nel corso di una manifestazione agonistica».
Ritornato alle corse nelle file della Liquigas ottenne solo un altro successo, una tappa al Grand Prix du Midi Libre, prima di ritirarsi al termine della stagione 2003.

## Dopo il ritiro
Nel 2004 è stato fondatore della formazione ciclistica dilettantistica Massi Team di Monte Porzio, attiva fino al 2009, dirigendo tra gli altri i futuri professionisti Julián Arredondo (2008-2009) e Danilo Celano (2009).

## Palmarès
- 1984 (dilettanti)

Trofeo Adolfo Leoni
- 1986 (dilettanti)

6ª tappa Tour du Hainaut Occidental (Esquelmes > Leers-Nord)
Prologo Giro delle Regioni (Piombino, cronometro)
3ª tappa Giro delle Regioni (? > Chiusi della Verna)
- 1994 (Amore & Vita, due vittorie)

1ª tappa Settimana Ciclistica Internazionale (Caltanissetta > Caltanissetta)
Classifica generale Settimana Ciclistica Internazionale
- 1996 (Refin, due vittorie)

5ª tappa Giro del Trentino (Lienz > Trento)
10ª tappa Giro d'Italia (Arezzo > Prato)
- 1997 (Casino-Ag2r, due vittorie)

Tour du Haut-Var
4ª tappa Volta a la Comunitat Valenciana (Alcàsser > Castellón de la Plana)
- 1998 (Casino-Ag2r, cinque vittorie)

Classifica generale Tour Méditerranéen
2ª tappa Giro di Calabria (Amantea > Chiaravalle Centrale)
Classifica generale Giro di Calabria
2ª tappa, 2ª semitappa Critérium International (Mazamet > Aussillon)
10ª tappa Tour de France (Pau > Luchon)
- 2000 (Cantina Tollo, una vittoria)

6ª tappa Grand Prix du Midi Libre (Le Vigan > Sète)

## Piazzamenti

### Grandi giri
- Giro d'Italia

1987: 24º
1988: ritirato (5ª tappa)
1989: 85º
1990: 35º
1992: 94º
1993: ritirato (4ª tappa)
1994: 37º
1995: 48º
1996: 35º
2003: 68º
- Tour de France

1990: 156º
1998: non partito (18ª tappa)
- Vuelta a España

1988: 36º
1994: 56º
1997: 20º
1998: ritirato (10ª tappa)
1999: ritirato (7ª tappa)
2000: 34º

### Classiche monumento
- Milano-Sanremo

1989: 98º
1992: 201º
1994: 113º
1995: 122º
1996: 25º
1998: 42º
2001: 164º
- Liegi-Bastogne-Liegi

1989: 55º
1990: 105º
1996: 25º
1997: 57º
1998: 3º
- Giro di Lombardia

1990: 35º